# Ba Sao (xã)
Ba Sao là một xã thuộc tỉnh Đồng Tháp, Việt Nam.

## Địa lý
Xã Ba Sao có vị trí địa lý:
- Phía bắc giáp xã Phương Thịnh.
- Phía nam giáp phường Mỹ Trà.
- Phía đông giáp xã Mỹ Quí.
- Phía tây giáp phường Mỹ Ngãi.

Xã có diện tích 81,13 km², dân số năm 2025 là 28.463 người, mật độ dân số đạt 350 người/km².

## Lịch sử
Ngày 27 tháng 12 năm 1980, Hội đồng Chính phủ ban hành Quyết định 382-CP về việc chia xã Phương Thịnh thành hai xã lấy tên là xã Phương Thịnh và xã Ba Sao.
Ngày 5 tháng 1 năm 1981, Hội đồng Chính phủ ban hành Quyết định 4-CP về việc chia huyện Cao Lãnh thành hai huyện lấy tên là huyện Cao Lãnh và huyện Tháp Mười. Xã Ba Sao thuộc huyện Cao Lãnh.
Ngày 23 tháng 2 năm 1983, Hội đồng Bộ trưởng ban hành Quyết định 13-HĐBT về việc thành lập thị xã Cao Lãnh trên cơ sở điều chỉnh một phần diện tích và dân số của huyện Cao Lãnh. Xã Ba Sao thuộc huyện Cao Lãnh.
Ngày 16 tháng 6 năm 2025, Ủy ban Thường vụ Quốc hội ban hành Nghị quyết số 1663/NQ-UBTVQH15 về việc sắp xếp các đơn vị hành chính cấp xã của tỉnh Đồng Tháp năm 2025. Theo đó, sắp xếp toàn bộ diện tích tự nhiên, quy mô dân số của các xã Phương Trà và Ba Sao thành xã mới có tên gọi là xã Ba Sao.
Sau khi sáp nhập, xã Ba Sao có 81,13 km² diện tích tự nhiên và dân số 28.463 người.